# The Black Mamba
The Black Mamba är ett portugisiskt jazzband. De tävlade för Portugal i Eurovision Song Contest 2021 med låten ”Love Is On My Side”.

## Diskografi

### Studioalbum
- 2010 – The Black Mamba
- 2014 – Dirty Little Brother
- 2018 – The Mamba King